# Porotrichum pechuelii
Porotrichum pechuelii là một loài rêu trong họ Neckeraceae. Loài này được (Müll. Hal.) Kindb. mô tả khoa học đầu tiên năm 1891.